# Timespinner
『Timespinner』（タイムスピナー）は、アメリカのインディーゲームスタジオLunar Ray Gamesが開発したサイドビューの2DアクションRPG。

## 概要
時空間の秩序を保つ使命を帯びる「時の使者」の女性ルーネ（Lunais）と彼女の故郷を滅ぼしたラキエム帝国（Lachiem）との戦いが描かれる。ルーネは時を止める自身の能力を駆使しつつ、帝国兵に破壊された時空間移動装置「タイムスピナー」の部品を集めながらラキエムの現代の世界と1000年前の世界を行き来し、仇敵である皇帝ヌヴィウス（Emperor Nuvius）の打倒を目指す。
本作はゲームデザイナーのBodie Leeが大学のゲームプログラミングの授業向けに制作した作品がもとになっており、卒業後の5年間にゲーム業界で働く傍らで夜と週末に開発を進め、その後仕事をやめてフルタイムで開発に取り組んだ。開発にあたりKickstarterでのクラウドファンディングが実施され、5万ドルの目標額に対し17万6667ドルの資金が集まった。

## システム
様々な能力を用いながらマップを探索するというメトロイドヴァニアの形式になっている。前述のように主に現在と過去の世界を行き来しながら進めていき、過去の世界での行動が現在の世界に影響を与える。
後述のアイテムの取得によりルーネは新たなアクションを使用できるようになる。時を止める能力の使用中には「時の砂」が消費されるが、敵を倒すことで回復する。
装備アイテムとして「オーブ」「呪文ネックレス」「パッシブリング」がある。オーブは両手に1つずつ装備できる攻撃アイテムで、種類により石弾や雷の発射、剣やハンマーでの近距離攻撃などそれぞれ特有の効果が発動する。呪文ネックレスは「オーラゲージ」を消費して大技を発動させるアイテムで、ゲージは時間経過により自然回復する。パッシブリングはオーブに特殊効果を付加する。
道中で「ファミリア」と呼ばれる種類のキャラクターを発見すると仲間にできる。ファミリアを1体設定すると、攻撃や回復など固有の能力でルーネの冒険を補助し、ルーネと同様に経験値を得てレベルアップする。また、本作を2人プレイで遊ぶ際にはファミリアを操作することができる。なお、ファミリアのうち、赤ん坊のドラゴンの姿をしたメイエフ（Meyef）は物語の進行にも関係している。

## 主なアイテム
ルーネが新たなアクションを習得するアイテムについて記述。
タイムスピナーのはずみ車
時間を停止または再開させる。敵の動きを止めると足場にできるが停止中の敵にダメージを与えることはできない。
サキュバスのヘアピン
空中での二段ジャンプが可能になる。
ウォーターマスク
水中を移動できるようになる。
タラリアの飾り
平地で高速ダッシュする。ダッシュ時にジャンプするとより遠くへ跳ぶことができる。
天空のサッシュ
上方向に大ジャンプする。